# Carnaiola
Carnaiola ist eine Fraktion (italienisch frazione) der italienischen Gemeinde Fabro in der Provinz Terni in Umbrien.

## Geografie
Der Ort liegt etwa 4 km nordöstlich des Hauptortes Fabro, etwa 55 km nordwestlich der Provinzhauptstadt Terni und etwa 35 km südwestlich der Regionalhauptstadt Perugia. Nächstgelegene Orte sind Fabro Scalo, ebenfalls ein Ortsteil von Fabro, etwa 1,5 km westlich gelegen, und Faiolo, Ortsteil von Montegabbione, etwa 2,5 km nordöstlich von Carnaiola. Santa Maria, ein Ortsteil von Monteleone d’Orvieto, liegt etwa 2,5 km nordwestlich des Ortes. Der Fluss Chiana fließt wenige hundert Meter südlich von Carnaiola.

## Geschichte
Der Ortsteil Carnaiola entstand ebenfalls um das Jahr 1000, hier wurde eine von den Römern errichtete Burg erweitert, diesmal um die Ponte del Muro Grosso, eine Staumauer am Tiber, zu kontrollieren. Die Burg wurde am Übergang vom 15. in das 16. Jahrhundert von Antonio da Sangallo der Ältere im Auftrage der im Ort vorherrschenden Familie der Filippeschi in eine rein defensive Burg umgewandelt, doch schon 1602 übernahmen die Grafen Conti di Marsciano die Burg, die hier architektonische Veränderungen wie den monumentalen Eingangsbereich mit Balkon sowie Fresken, wahrscheinlich aus dem Umfeld von Cesare Nebbia ausgeführt, hinzufügten. Im 19. Jahrhundert gewann die Familie der Meoni di Buonconvento aus Buonconvento die Oberhand im Ort. 1922 wurde die Burg an Privatpersonen verkauft. Die vorher eigenständigen Gemeinden Carnaiola und Fabro wurden 1870 unter dem Gemeindenamen Fabro vereint.

## Sehenswürdigkeiten
- Castello di Carnaiola, Burg im Ortskern
- Santi Salvatore e Severo, Kirche im Bistum Orvieto-Todi, die im Ortskern liegt und auf das 13./14. Jahrhundert datiert wird.[2] Erneut geweiht wurde die Kirche 8. Mai 1740 vom Bischof von Orvieto, Giuseppe dei Conti di Marsciano.[2]
- Chiesa della Beata Vanna, Kirche im Ortsteil Carnaiola, entstanden aus dem Geburtshaus der Beata Vanna da Orvieto (1264–1306,[3][4] heiliggesprochen am 11. September 1753 durch Benedikt XIV.). Der Festtag der Schutzpatronin der Schneider und Sticker[4] wird noch heute jährlich am 23. Juli (Todestag[3]) praktiziert.[1]
- San Nicola, Kirchenruine kurz außerhalb des Ortskerns an der Straße nach Faiolo.

## Verkehr
- Nächstgelegener Anschluss an den Fernverkehr ist die Anschlussstelle Fabro an der A1, etwa 3 km westlich gelegen.
- Der nächstgelegene Bahnhof liegt in Fabro Scalo, etwa 1,5 km südwestlich. Der Fabro/Ficulle genannte Bahnhof liegt an der Bahnstrecke Florenz–Rom.

## Bilder

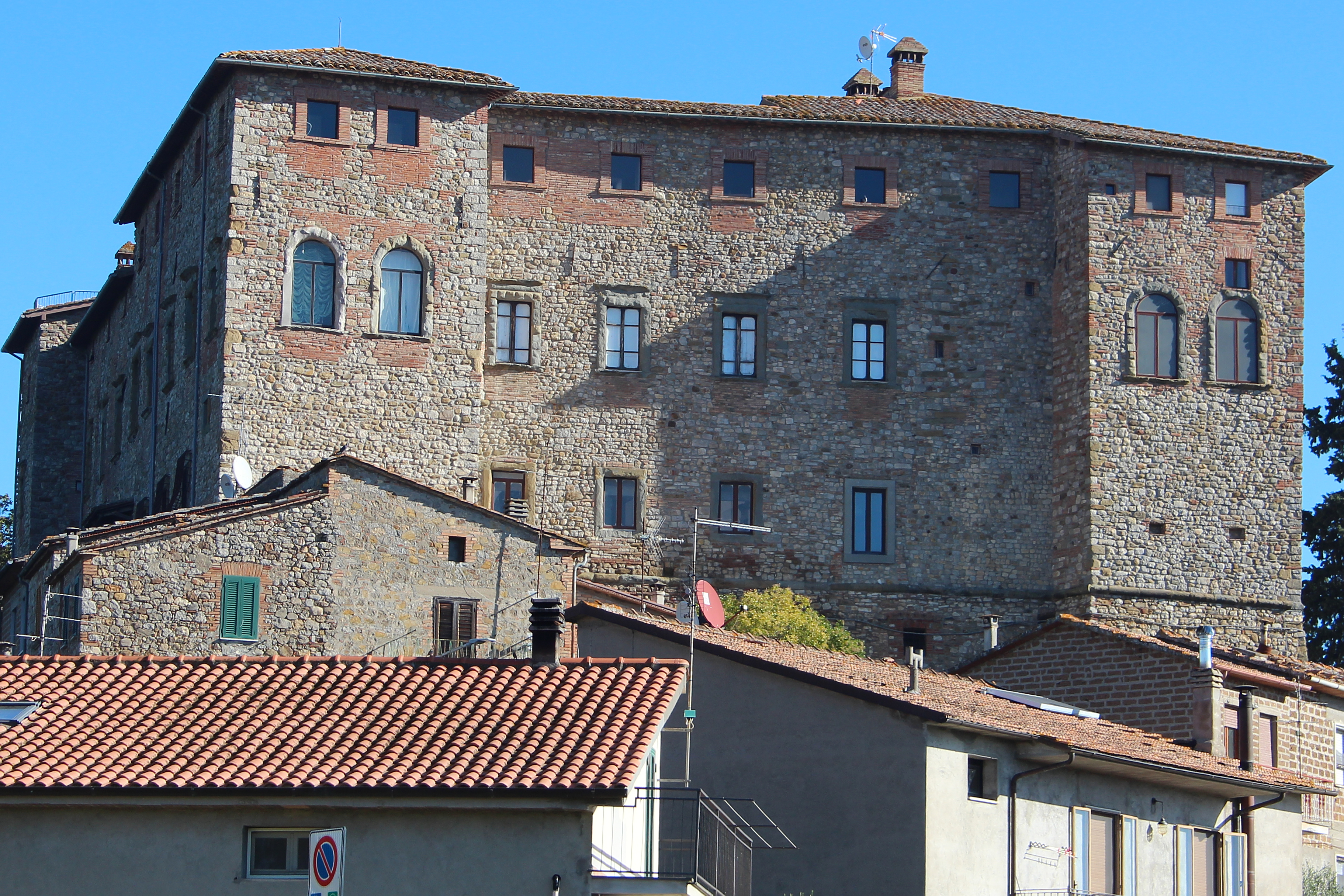
Die Burg Castello di Carnaiola
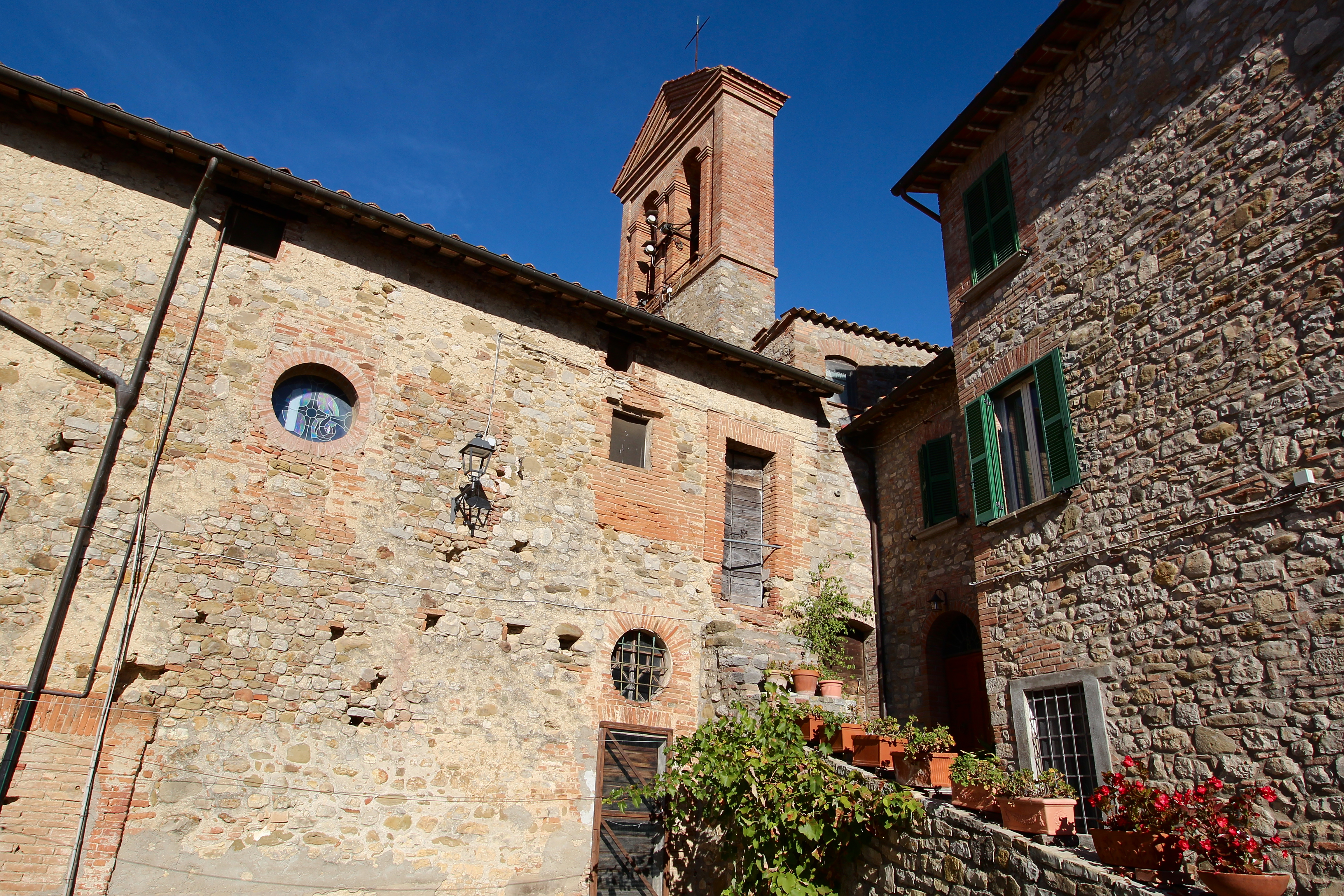
Die Kirche Santi Salvatore e Severo
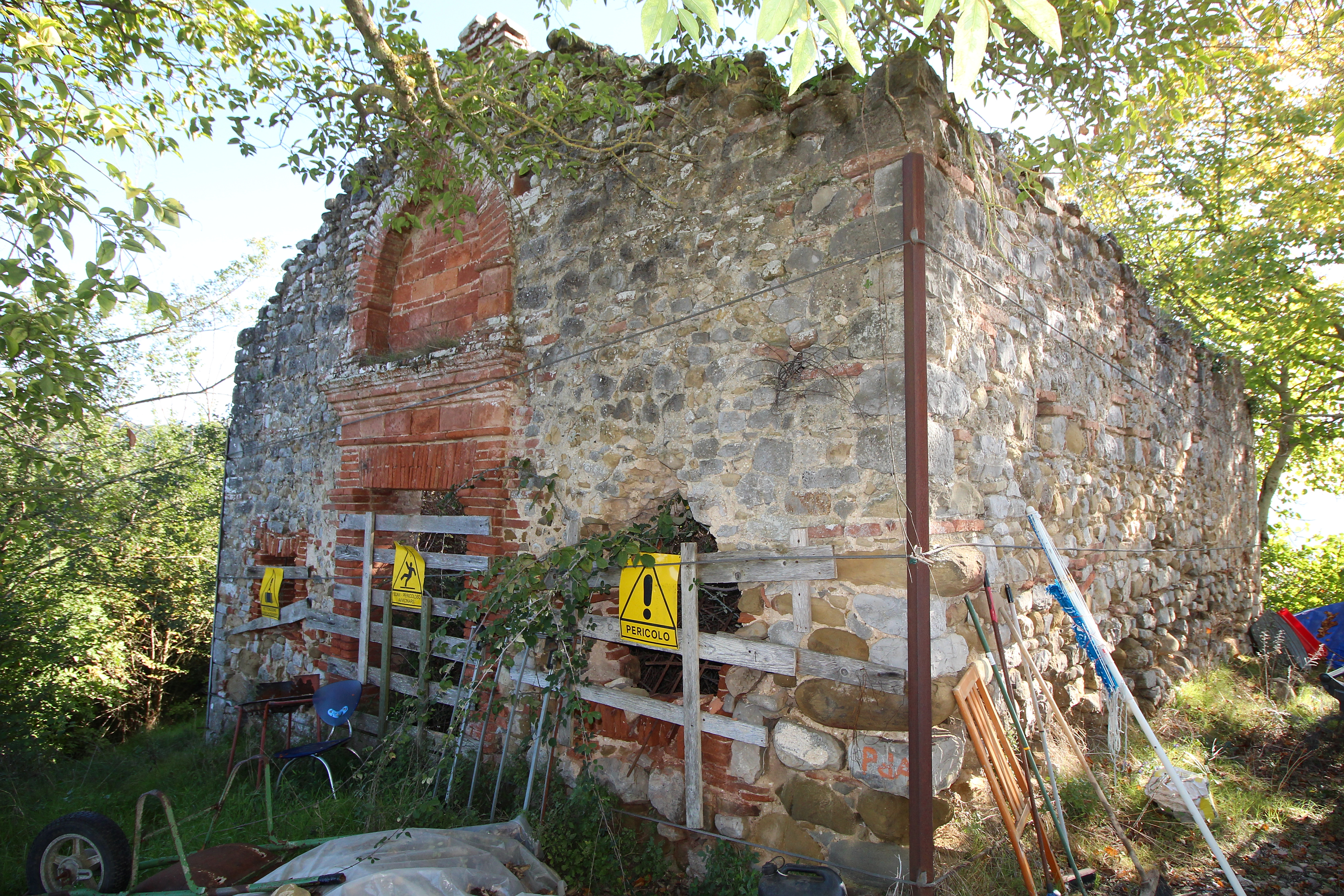
Die Kirchenruine San Nicola